# Lav Trocki
Lav Davidovič Trocki (rus. Лев Давидович Троцкий, Janovka, 7. studenog 1879. – Coyoacán, 21. kolovoza 1940.), rođen Lav Davidovič Bronstein (Лев Давидович Бронштейн) bio je boljševički i marksistički teoretičar. 
Bio je velika ličnost u SSSR-u, osnivač Crvene armije i Narodni komesar rata. Osnovao je i Politbiro. Zbog nesuglasica sa Staljinom izbačen je iz partije i SSSR-a te prognan u Meksiko, gdje ga je 1940. ubio sovjetski agent pod imenom Ramón Mercader. Njegove teorije i učenje nazvani su trockizam. 
Iako je bio oženjen, u Meksiku je bio ljubavnik Fride Kahlo.

## Životopis

### Rani život
Leon Trocki rođen je pod imenom Lav Davidovič Bronstein 7. studenoga 1879. godine u selu Janovki u Ruskom Carstvu (današnje selo Bereslavka u Ukrajini) u židovskoj obitelji. Bio je peto od osmero djece bogatih seljaka Davida Leontijeviča Bronsteina (1847. – 1922.) i njegove žene Ane Bronstein (1850. – 1910.). Njegova mlađa sestra Olga kasnije je također postala boljševikom te se udala za poznatog ruskog revolucionara Leva Kamenjeva.
Nakon što je napunio 9 godina, Trockog je otac poslao na školovanje u njemačku školu u veliki crnomorski grad Odesu, gdje je došao pod utjecaj međunarodnih zbivanja.

### Revolucionarna aktivnost do 1917.
Trocki se priključio ruskom revolucionarnom pokretu 1896., s navršenih 17 godina, nakon što se preselio u lučki grad Nikolajev (danas Mikolajiv). U početku je bio narodnik (tj. revolucionarni populist), a kasnije te godine upoznao se i s marksizmom, čijim se stajalištima u početku suprotstavljao.
U Nikolajevu je sudjelovao u aktivnostima Sindikata radnika južne Rusije te pisao i dijelio letke političkog i revolucionarnog sadržaja. Siječnja 1898. godine, carska je policija uhitila preko 200 članova sindikata te ih, uključujući Trockog, dvije godine premještala po ruskim zatvorima, sve dok im 1900. godine nije bilo održano suđenje. Trocki je u moskovskom zatvoru stupio u kontakt sa socijaldemokratskim zatvorenicima i pročitao Lenjinovo djelo Razvitak kapitalizma u Rusiji, nakon čega se i sam počeo smatrati marksistom i socijaldemokratom.
1900. godine, tijekom boravka u moskovskome zatvoru, upoznao je i oženio Aleksandru Sokolovskaju. Iste je godine osuđen na četverogodišnje progonstvo u Irkutsku oblast u jugoistočnom Sibiru, kamo je otišao sa svojom suprugom. U Sibiru je dobio i dvoje djece – Zinaidu i Ninu.
Trocki je u progonstvu počeo marljivo proučavati filozofiju i baviti se unutrašnjim problemima RSDRP-a. Partiju su, tada decimiranu uhićenjima, potresale frakcijske borbe. Jedna se frakcija (tzv. „ekonomisti”) zalagala isključivo za borbu za veća radnička prava, ostavljajući po strani politička pitanja, dok je druga, okupljena oko emigrantskog časopisa Iskra, smatrala da rušenje Carstva mora biti temelj političke aktivnosti Partije. Trocki se aktivno priključio drugoj struji i počeo pisati za Iskru.
Trocki je iz sibirskog progonstva pobjegao 1902. godine.

## Politička djela
Lav Trocki napisao je desetke djela i stotine članaka s polja marksističke teorije, povijesti i književne teorije. Neka od njegovih najpoznatijih djela su:
- Terorizam i komunizam (1920.)[2] – polemika protiv Karla Kautskog o tijeku Ruske revolucije i diktature proletarijata
- Književnost i revolucija (1924.)[3]
- Treća internacionala nakon Lenjina (1928.)[4] – kritika staljinističkih devijacija unutar Kominterne; napisano u progonstvu u Kazahstanu
- Povijest Ruske revolucije (1930.)[5]
- Moj život (1930.)[6] – memoari
- Permanentna revolucija (1930.)[7] – najbitniji trockistički spis, kritika staljinističke teorije "socijalizma u jednoj zemlji"
- Izdana revolucija (1936.)[8] – marksistička analiza degeneracije Ruske revolucije

## Vanjske poveznice
- Internetska arhiva djela Lava Trockog